# Lâu đài Międzyrzecz
Lâu đài Międyrzecz - một lâu đài được bao quanh bởi một con đê, được xây dựng vào khoảng năm 1350 bởi Casimir III Đại đế thay cho một khu định cư phòng thủ cũ từ nửa sau của thế kỷ thứ chín, nằm trên một ngọn đồi nhỏ ở giữa hai vùng lũ của sông Obra và Paklica.

## Lịch sử
Lâu đài ở Międzyrzecz được xây dựng trên vị trí của một vị khu định cự phòng cũ bằng gỗ cũ từ thế kỷ thứ chín, nằm trên một ngọn đồi nhỏ ở giữa hai vùng lũ của sông Obra và Paklica. Rất có thể là vào thế kỷ thứ mười ba, một tòa tháp được xây dựng bằng đá đã được nâng lên, và toàn bộ thành trì đã hoàn thành vào giữa thế kỷ thứ mười bốn dưới triều đại của Casimir III Đại đế. Do vị trí của thành trì, lâu đài đã được mở rộng và hiện đại hóa, mặc dù nó không chứng kiến cũng như không trải qua bất kỳ trận chiến lớn nào trong Thời trung cổ. Năm 1474, vua Matthias Corvinus của Hungary tiếp quản lâu đài. Năm 1520, lâu đài đã bị phá hủy bởi Lệnh Teutonic trong cuộc chiến tranh với Ba Lan, sau đó lâu đài được hiện đại hóa và năm 1574, hai pháo đài được xây dựng xung quanh lâu đài. Vào năm 1655, lâu đài đã bị người Thụy Điển phá hủy. Trong nửa đầu của thế kỷ thứ mười tám, lâu đài đã bị hư hại đến mức ngay cả sau khi xây dựng lại, lâu đài vẫn không thể được sử dụng. Sau khi phân vùng thứ hai của Ba Lan, các lực lượng Phổ đã trao lâu đài cho một gia đình Phổ. Nội thất của lâu đài được sử dụng làm nhà kho và các tầng trên cùng cho một nhà máy rượu.
Từ năm 1945, lâu đài được sử dụng để tổ chức một bảo tàng. Trong những năm 1954 đến 1958, một số cuộc khai quật khảo cổ đã được thực hiện. Trong những năm 1950 và 1960, lâu đài đã được cải tạo và ngăn không cho lâu đài trở thành một đống đổ nát. Các cổng và khu nhà ở gần đó đã được xây dựng lại.